# ГЕС Нам-У 7
ГЕС Нам-У 7 – гідроелектростанція, що споруджується у північному-західній частині Лаосу. Знаходячись перед ГЕС Нам-У 6, становитиме верхній ступінь каскаду на річці Нам-У, великій лівій притоці Меконгу (впадає до Південно-Китайського моря на узбережжі В'єтнаму). 
В межах проекту річку перекриють кам'яно-накидною греблею з бетонним облицюванням висотою 140 метрів, яка утримуватиме найбільше в каскаді сховище.  Витягнута по долині річки на 65 км водойма матиме площу поверхні 38,2 км2, об'єм 1494 млн м3 (корисний об'єм 1060 млн м3) та припустиме коливання рівня в операційному режимі між позначками 600 та 635 метрів НРМ. 
При потужності у 210 МВт станція повинна виробляти 838 млн кВт-год електроенергії на рік.
Роботи за проектом почались у 2016 році, а введення станції в експлуатацію заплановане на 2020-й. Каскад споруджує спільне підприємство китайської Synohydro (85%) та місцевої державної Electricite Du Laos (15%). За умовами угоди, після 29 років експлуатації китайський інвестор передасть об'єкт у повну власність Лаосу.
Окрім виробництва електроенергії, комплекс забезпечуватиме захист від повеней та створюватиме умови для розвитку іригації.